# Vereeniging ter Behartiging van de Belangen der Vrouw
De Vereeniging ter Behartiging van de Belangen der Vrouw werd op 16 januari 1895 opgericht door Maria Rutgers-Hoitsema en Martina Kramers en had als doel het verkrijgen van vrouwenrechten en het verbeteren van de maatschappelijke positie van vrouwen.

## Geschiedenis
Rutgers-Hoitsema en Kramers kenden elkaar vanuit de Rotterdamse Vereeniging voor Vrouwenkiesrecht en waren beide aanhangers van het socialisme en voorstanders van een gelijke positie voor mannen en vrouwen. Rutgers-Hoitsema werd president en Kramers werd correspondent van de vereniging. In 1905 legde Rutgers-Hoitsema haar functie als president neer waarna ze in 1906 werd benoemd tot Eere-Presidente van de vereniging. 
Feitelijk gezien kon iedereen lid worden van de vereniging. De leden moesten echter wel jaarlijks contributie bijdragen, waardoor vooral vrouwen uit de hoge- en middenklasse lid waren. In het begin richtte de vereniging zich veelal op onderwijzers en ambtenaren. Later ging zij zich meer bekommeren om het lot van arbeidersvrouwen.
Om meer effect teweeg te kunnen brengen werkte de vereniging meerdere keren samen met andere vrouwenverenigingen, zoals onder andere de Vereeniging voor Vrouwenkiesrecht, de Vrije Vrouwenvereeniging, de Vrouwenclub der Rotterdamse Buurtvereniging en de Nederlandsche Vrouwenbond tot Verhoging van het Zedelijk Bewustzijn. Bijvoorbeeld in het verzet tegen ontslag van vrouwelijke ambtenaren na het huwelijk werd samenwerking gezocht. 
Voor een lange tijd bleef de afdeling in Rotterdam de enige afdeling van de vereniging. In de laatste jaren van het bestaan van de vereniging werden er afdelingen in andere steden opgericht: in Utrecht en een stad in Noord-Holland. Uiteindelijk werd de Vereeniging ter Behartiging van de Belangen der Vrouw op 1 januari 1920 officieel opgeheven. Het ledenaantal was sterk terug gelopen en de vereniging was toen nog maar weinig actief. 

## Doelstelling
In de statuten die werden opgesteld bij de oprichting werd vastgelegd dat het doel van de vereniging was om de vrouw ‘meer burgerlijke en staatkundige rechten te doen verkrijgen, haar ontwikkeling te bevorderen en haar maatschappelijken toestand te verbeteren’ (p. 20). Met andere woorden, de vereniging zette zich in om de positie en ontwikkeling van de vrouw te bevorderen. Dit werd gepoogd door het organiseren van bijeenkomsten, het organiseren van openbare lezingen, het verspreiden van boeken en het publiceren in verschillende vrouwenbladen.
Voor de vereniging was het verkrijgen van vrouwenkiesrecht geen specifiek doel, daarvoor bestond de Vereeniging voor Vrouwenkiesrecht. De Vereeniging ter Behartiging van de Belangen der Vrouw wilde vrouwen meer geschikt maken voor het vrouwenkiesrecht – tegenstanders van vrouwenkiesrecht beriepen zich immers onder andere op het argument dat vrouwen te weinig ontwikkeld en te weinig geschoold waren om te kunnen stemmen.

## Bron
- Corine van Herk, '"Toerusting voor den strijd" De Vereeniging ter Behartiging van de Belangen der Vrouw 1895-1920', MA Thesis Geschiedenis van Politiek en Cultuur, Universiteit Utrecht, 29 juni 2009.